# Buddhismus in Polen

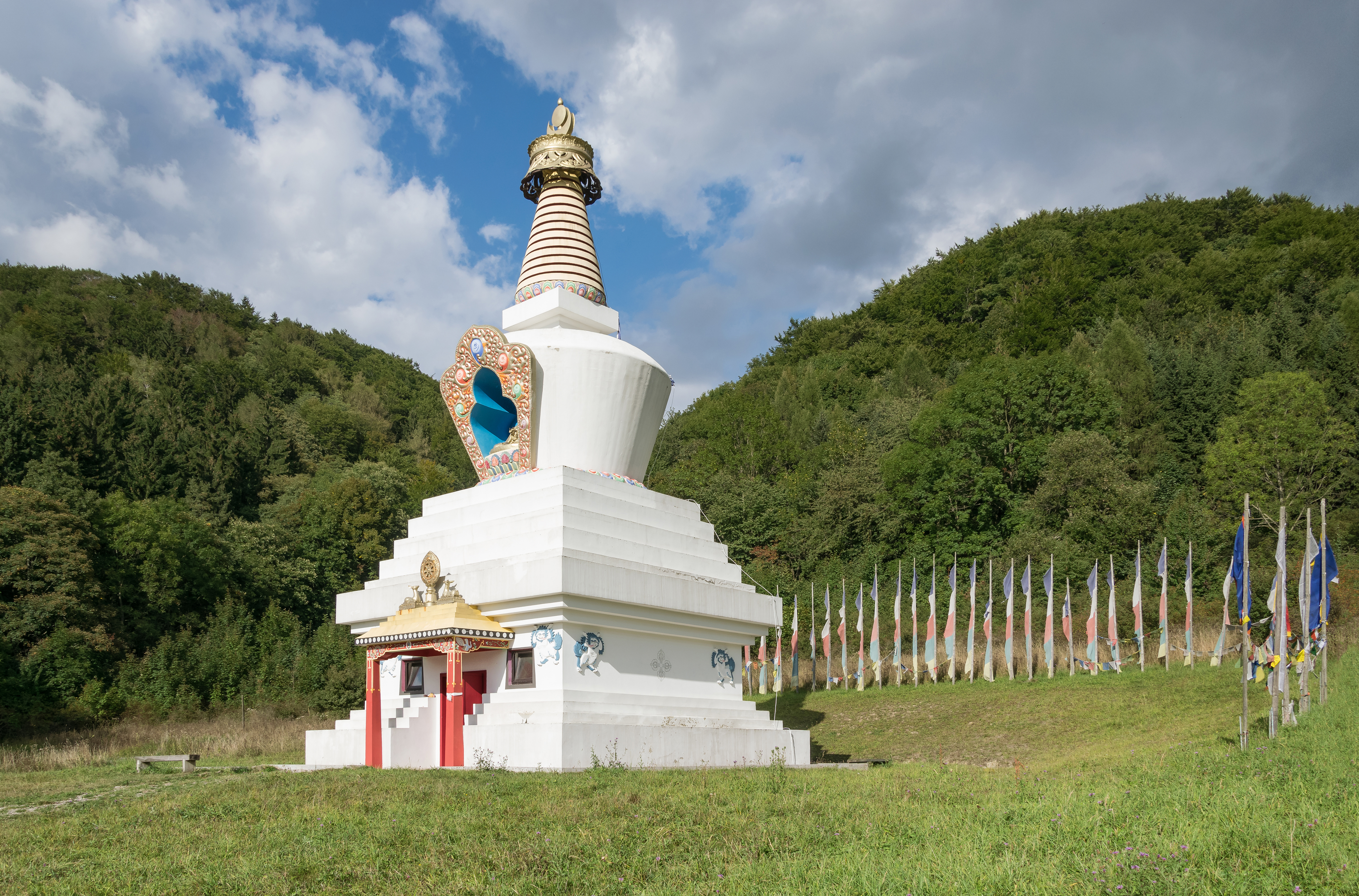
Stupa in Darnków

Der Buddhismus in Polen hat seine Wurzeln im frühen 20. Jahrhundert mit Verbindungslinien zu Ursprungsländern des Buddhismus, namentlich China, Korea und Japan. Nach dem Zweiten Weltkrieg waren es überwiegend Auslandspolen in den USA und Europa, die sich unterschiedlichen buddhistischen Gruppen angeschlossen hatten. Seit der politischen Wende von 1989 kann sich der Buddhismus in einem etwas liberaleren Klima entwickeln.
Heute sind in Polen viele der Hauptrichtungen sowohl des Theravada, Mahayana (Zen, Shin), als auch des tibetischen Buddhismus vertreten. Auch westliche Ausprägungen, wie die FWBO, sind in Polen tätig.
Dachorganisationen, wie die „Buddhistische Mission“ (Misja Buddyjska) und die Buddhistische Union Polens, bringen mehr als zwei Dutzend buddhistischer Gruppen in Kontakt miteinander. Neben Gemeinschaften des vietnamesischen und japanischen Zen sind zahlreiche Gruppen des koreanischen Zen in vielen Städten Polens aktiv. Mit Abstand die größte Verbreitung (ca. 40 Gruppen) finden die Diamantweg-Zentren von Lama Ole Nydahl.
Im Mai 2000 eröffnete der Dalai Lama Tenzin Gyatso eine buddhistische Abteilung in der Pommerschen Bibliothek in Stettin. Ende 2005 bezog die „Buddhistische Mission“ ein neues großes Zentrum in Stettin. Die Buddhistische Mission war 2005 auch Gastgeber des Jahreskongresses der Europäischen Buddhistischen Union und des BTE-Treffens (Buddhist Teachers in Europe).
Trotz einer staatlichen Anerkennung buddhistischer Gruppen als religiöse Organisationen gibt es keine genauen Angaben über die Anzahl der Buddhisten in Polen. Schätzungen gehen von deutlich mehr als 10.000 aus.